# Microcampylopus curvisetus
Microcampylopus curvisetus là một loài Rêu trong họ Dicranaceae. Loài này được (Hampe) Giese & J.-P. Frahm mô tả khoa học đầu tiên năm 1986.